# Loddon River (Franklin River)
Der Loddon River ist ein Fluss im Südwesten des australischen Bundesstaates Tasmanien. 

## Geografie

### Flusslauf
Der etwas mehr als 19 Kilometer lange Loddon River entspringt an den Südhängen der Loddon Range an der Nordgrenze des Franklin-Gordon-Wild-Rivers-Nationalparks. Von dort fließt er nach Nordwesten, parallel zum Lyell Highway und zum Surprise River rund vier Kilometer weiter südlich. Etwa drei Kilometer südwestlich des Junction Peak mündet er in den Franklin River.

### Nebenflüsse mit Mündungshöhen
Der Fluss hat folgende Nebenflüsse:
- Adelaide River – 383 m
- South Loddon River – 380 m